# Aquiraz
Aquiraz is een gemeente in de Braziliaanse deelstaat Ceará. De gemeente telt 71.400 inwoners (schatting 2009).

## Geboren
- Valentina Sampaio (1996), model